# Брежнев, Яков Ильич
Я́ков Ильи́ч Бре́жнев (27 ноября [10 декабря] 1912, Каменское, Екатеринославская губерния — 1993, Москва) — советский хозяйственный, государственный и политический деятель, брат генерального секретаря ЦК КПСС Леонида Ильича Брежнева.

## Биография
Яков Брежнев родился 27 ноября (10 декабря) 1912 года в семье металлурга в селе Каменском Романковской волости Екатеринославского уезда Екатеринославской губернии, ныне город — административный центр Каменской городской общины Каменского района Днепропетровской области Украины.
Член КПСС.
В 1937—1940 гг. — офицер РККА, лейтенант.
- На 1941 г. — работник Днепровского металлургического завода им. Дзержинского и Днепровского металлургического техникума[2].
- В 1942—1944 гг. — в эвакуации, работник металлургии в Магнитогорске[2].
- В 1944—1945 гг. — секретарь Днепродзержинского горкома КП(б) Украины[3].
- На 1958 г. — начальник железопрокатного цеха Днепровского металлургического завода им. Дзержинского[4].
- В 1963—1965 гг. — ответственный работник ГКНТ СССР[5].
- В 1965—1972 гг. — начальник Управления Министерства чёрной металлургии СССР[6][7].
- В 1972—1983 гг. — заместитель министра чёрной металлургии СССР[8].

C 1983 г. — пенсионер.
Делегат XXVI съезда КПСС.
Яков Ильич Брежнев умер в 1993 году в городе Москве. Прах погребён в колумбария Ваганьковского кладбища, ныне в Муниципальном округе Пресненский Центрального административного округа города Москвы.

## Отзывы о деятельности и личности
Слышал, что он большой поклонник Бахуса, впрочем, я и сам, встречаясь с ним на различных приемах в Москве, видел, что он активно прикладывается к рюмочке. Это уже потом, после Грузии, узнал я, что был он запойным пьяницей, что на своей работе в Минчермете лишь числился, отсутствуя иногда по 2—3 недели, и что на вопрос Л. И. Брежнева: «Где Яков?» — руководители министерства часто ничего не могли ответить. (Кстати, о похождениях Якова Ильича многое известно водителям гаража ЦК КПСС, которым приходилось развозить его по различным адресам даже после кончины венценосного брата. Много толков шло и идет по сей день о шикарной даче, построенной для Я. И. Брежнева в районе Барвихи. Нет ли там «долевого участия» любезно опекаемых им комбинаторов?)— Родионов П. А.

Играл в кругах московской элиты роль свадебного генерала, которого приглашали на семейные торжества. Было модно созывать друзей на «брата Брежнева».— Н. Зенькович

По случаю прихода гостей накрывали обильный стол. Тут уж никаких денег не жалели — окупится сторицей. К столу созывались все «нужные люди», чтобы видели, какой почетный гость бывает в их доме. За бутылкой коньяку очень ненавязчиво решались насущные проблемы. Захмелевшему брату Брежнева подсовывали под бок сына-аспиранта, нуждающегося в хорошем распределении, или старушку маму, которую необходимо определить в спецполиклинику. Устроить поудобнее родственников, друзей, любовниц через блат почиталось святым делом и ничем зазорным. Всеобщая протекция при моем дяде была слишком откровенна и цинична. Тут же, как по мановению волшебной палочки, на столе возникал телефон и даже услужливо набирался нужный номер. Отцу оставалось только назвать себя и вразумительно высказать просьбу. Иногда доходило до смешного, когда фамилию протеже писали на бумажке, из чего я заключала, что отец в этом доме впервые и ни фамилии, ни имен хозяев не знает.— Любовь Брежнева

## Награды
- орден Октябрьской Революции[2]
- 4 ордена Трудового Красного Знамени (в том числе 19.07.1958[4], 22.03.1966[6], 09.12.1982[8])[2]
- орден «Знак Почёта» (25.08.1971)[7]
- медаль «За трудовую доблесть»[2]

## Семья
У Якова две дочери от первого брака:
- Елена (род. 1940), автор воспоминаний об отце и дяде — «Племянница Брежнева», 1999, изд. Центрполиграф, 20 тыс. экз.
- Мила

и дочь Любовь от второго брака.